# Борзаковский, Юрий Михайлович
Ю́рий Миха́йлович Борзако́вский (род. 12 апреля 1981, Кратово, Московская область) — российский легкоатлет, олимпийский чемпион 2004 года, чемпион мира и трёхкратный чемпион Европы, 12-кратный чемпион России по бегу на 800 и 1500 метров, заслуженный мастер спорта России (2001), главный тренер сборной России по лёгкой атлетике (2015—2021).
Рекордсмен России в беге на 800 м и 1000 м на открытом воздухе, а также в беге на 800 м, 1000 м и эстафете 4×800 м в закрытых помещениях. Действующий обладатель мирового рекорда среди юниоров и европейского рекорда среди молодёжи.
Один из шести олимпийских чемпионов от России в мужской лёгкой атлетике и единственный — в беговых дисциплинах.
Почётный гражданин города Жуковский Московской области.

## Спортивная карьера
Родился в день 20-летия полёта в космос Юрия Гагарина.
Выпускник ГПТУ № 61 г. Жуковского (1999) и Московской государственной академии физической культуры (2003). Чемпион России среди молодёжи (1997) в беге на 800 м, победитель Всемирных Юношеских игр (1998), многократный чемпион России в беге на 800 м (1999—2009), рекордсмен России в беге на 400 и 800 м среди юниоров (1999), рекордсмен Европы и России в беге на 800 м среди молодёжи (2001), рекордсмен мира, Европы и России среди молодёжи в беге на 800 м в помещении (2001), рекордсмен России в беге на 600 м в помещении (2010), 800 м (2001), 800 м в помещении (2001) и 1000 м в помещении (2008), обладатель кубка Европы (1999), чемпион Европы среди юниоров (1999), двукратный победитель зимнего чемпионата Европы в беге на 800 м (2000 и 2009), чемпион Европы среди молодёжи в беге на 400 м (2001), победитель зимнего чемпионата мира в беге на 800 м (2001), олимпийский чемпион 2004 года в беге на 800 м.
Основной дистанцией Борзаковского, на которой он с 2000 года выступал на уровне мировой элиты, являлись 800 м. Отличался очень своеобразной, совершенно нехарактерной для бегунов на средние дистанции тактикой забега — Юрий проходил всю дистанцию в примерно одинаковом темпе, в связи с чем первые 500—600 м он, как правило, несколько отставал от бодро стартовавшей основной группы, но затем неумолимо настигал её и вырывался вперёд, казалось бы, благодаря блестящим спринтерским качествам, хотя на самом деле показывал выдающуюся способность стабильно поддерживать прежний высокий темп, когда на последних 200—300 метрах дистанции у всех остальных соперников он вынужденно падал.
В 19-летнем возрасте Юрий выступил на Олимпийских играх 2000 года в Сиднее, где вышел в финальный забег, но стал седьмым. Перед Олимпиадой Борзаковский установил мировой рекорд среди юниоров на дистанции 800 м (в помещении), который по состоянию на июль 2022 остаётся непревзойдённым.
В 2001 году он стал чемпионом мира в зале. В том же году на Мемориале Ван Дамме в Бельгии установил рекорд Европы среди молодёжи (спортсмены до 23-х лет) в беге на 800 м. На чемпионате мира 2003 года в Париже — серебряным призёром, уступив 0,03 сек алжирцу Джабиру Саиду-Гуэрни.
Своего самого большого успеха Юрий достиг на Олимпийских играх 2004 года в Афинах, став олимпийским чемпионом, в своём фирменном стиле опередив на финише финального забега южноафриканца Мбулаени Мулаудзи и рекордсмена мира кенийца Уилсона Кипкетера, выступавшего за команду Дании.
На чемпионате мира 2005 года в Хельсинки Борзаковский вновь завоевал серебряную медаль, уступив Рашиду Рамзи из Бахрейна.
На чемпионате мира 2007 года в Осаке Юрий занял 3-е место.
В зимней части сезона 2008 года Борзаковский с партнёрами по команде Московской области установили европейский рекорд в эстафете 4×800 м в залах, обновив достижение советских атлетов, державшееся с 1971 года. Рекорд не был ратифицирован Европейской легкоатлетической ассоциацией, поэтому считается неофициальным.
На Олимпийских играх 2008 года в Пекине занял 3-е место в полуфинале и, таким образом, не попал в финальный забег. Сам он это объяснил акклиматизацией и ошибками в предолимпийской подготовке.
В 2009 году второй раз в карьере выиграл золото чемпионата Европы в помещении, в 2011 году на чемпионате мира в Тэгу стал третьим на 800-метровке, уступив рекордсмену мира кенийцу Дэвиду Рудише и Абубакеру Каки из Судана. В 2012 году впервые в карьере выиграл летний чемпионат Европы, победив в Хельсинки.
Член сборной команды России с 1998 года. Выступает за ВСФО «Динамо» (Московская область), с 2008 года в параллельном зачете — за Мордовию.
8 ноября 2013 года атлет объявил о завершении карьеры. Однако, позднее опроверг информацию о завершении карьеры и заявил, что через месяц-два начнёт подготовку к предстоящему летнему сезону.
23 июля 2014 года вновь объявил о уходе из профессионального спорта, но заверил что останется в лёгкой атлетике в качестве педагога и руководителя «шиповки юных». Официально завершил карьеру 1 февраля 2015 г., торжественная церемония проводов олимпийского чемпиона прошла в рамках международного легкоатлетического турнира «Русская зима».

## Тренерская деятельность и административная карьера
С 6 апреля 2015 года Юрий Борзаковский — главный тренер сборной России по лёгкой атлетике. Осенью 2021 года ушёл с этого поста. С осени 2021 года по настоящее время - спортивный директор Всероссийской Федерации лёгкой атлетики.

## Вне профессионального спорта
В 2008 году был одним из лиц на принте дебетовых карточек Сбербанка выпущенных к пекинской олимпиаде.
В интернете часто обсуждается феноменальная тактика Борзаковского, которой он завоевал золото в олимпийском финале 2004 года.
Юрий Борзаковский способствует продвижению лёгкой атлетики в России. В июне 2022 года в рамках «Недели лёгкой атлетики» Борзаковский принял участие в выставочном забеге «Golden Race» на 100 м.
В сентябре 2021 года Юрий Михайлович вышел на общий старт еженедельного паркового забега в городе Раменское.
В июне 2019 Борзаковский был одним из участников благотворительного Зелёного марафона «Бегущие сердца».

## Достижения
Золотая лига
- 2001:  Golden Gala — 1.44,02
- 2001:  Meeting Gaz de France — 1.43,76
- 2001:  Herculis — 1.43,17
- 2001:  Memorial Van Damme — 1.42,47
- 2003:  Meeting Gaz de France — 1.43,94
- 2004:  Golden Gala — 1.44,19
- 2005:  Golden Gala — 1.44,81
- 2005:  Bislett Games — 1.44,18
- 2005:  Memorial Van Damme — 1.44,54
- 2009:  Bislett Games — 1.44,42

## Награды
- Орден Дружбы — за большой вклад в развитие физической культуры и спорта, высокие спортивные достижения на Играх XXVIII Олимпиады 2004 года в Афинах[21]
- Лауреат национальной спортивной премии «Слава» в номинации «Лучший спортсмен» (2004)[14].
- Заслуженный мастер спорта РФ (2001).
- Почётный гражданин г. Жуковский (2004).

## Личная жизнь
Живёт в г. Жуковский (Московская область).
Холост
Воспитывает двух сыновей
Сыновья — Ярослав (род. 2002) и Лев (род. 2005). Оба сына занимаются лёгкой атлетикой. Как и отец специализируются на дистанции 800 м.